# ماسايوشي واتانابي
ماسايوشي واتانابي (باليابانية: 渡邉正義؛ بالكانا: わたなべ　まさよし) هو كيميائي ياباني، ولد في ديسمبر 1954.